# Periplaneta aboriginea
Periplaneta aboriginea är en kackerlacksart som beskrevs av Roth, L. M. 1994. Periplaneta aboriginea ingår i släktet Periplaneta och familjen storkackerlackor. Inga underarter finns listade i Catalogue of Life.